# Веа (племя)

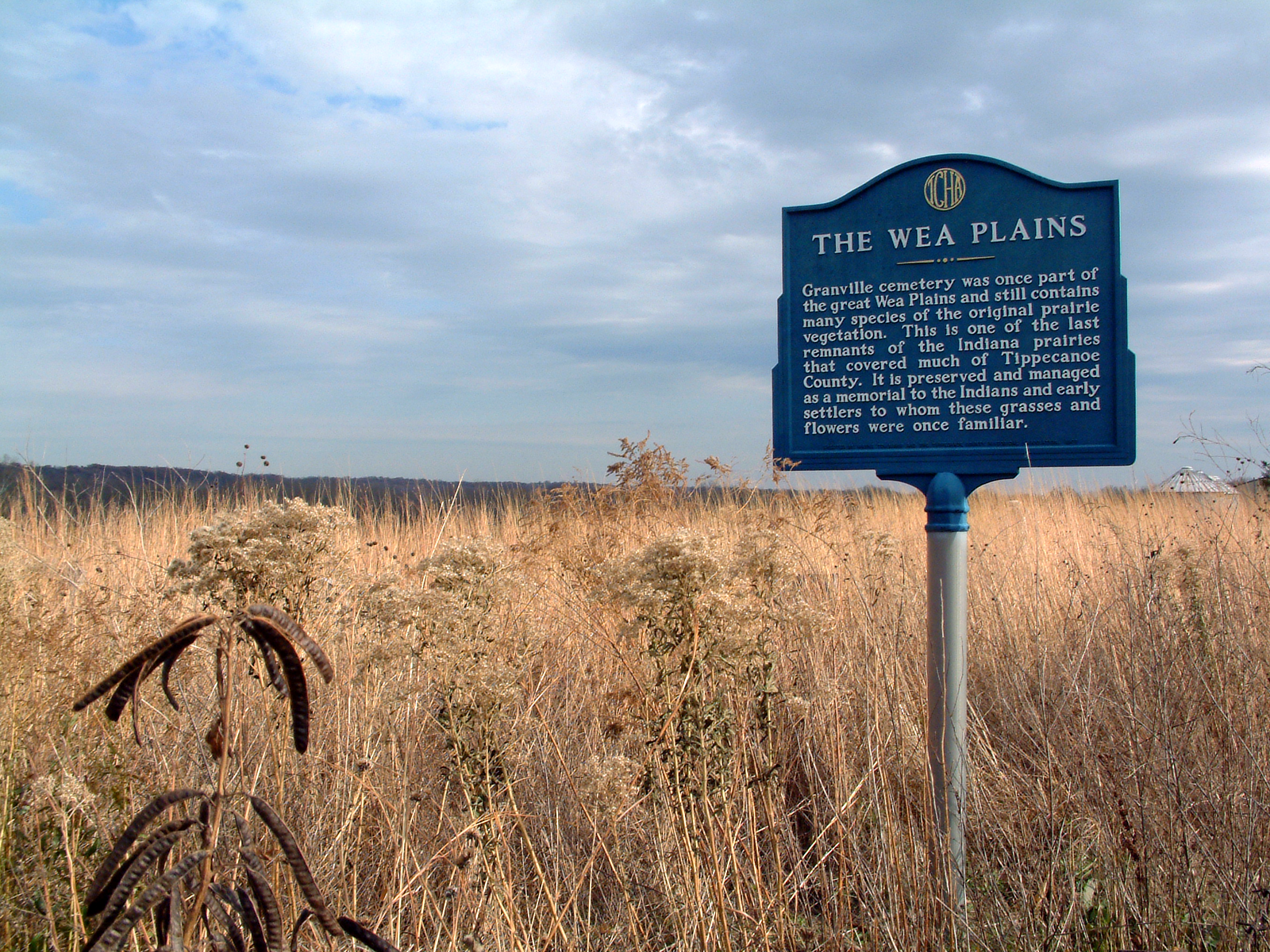
«Равнины веа», исторический стенд близ Гранвилла, Индиана.

Веа (англ. Wea) — алгонкиноязычное индейское племя Северной Америки, проживающее ранее на территории современного американского штата Индиана.

## История
Племя веа входило ранее в состав народа майами. В конце  XVII века они проживали на западном берегу озера Мичиган. Французский первопроходец Жак Маркетт посетил деревню веа в 1701 году близ современного города Чикаго. В 1719 году их главное поселение было расположено на реке Уобаш. Остальные веа проживали в двух деревнях, расположенных неподалёку.
Веа обычно находились в мирных отношениях с белыми людьми. Во время войны за независимость США они выступали на стороне американцев. Но после войны были вынуждены вступать в столкновения с белыми поселенцами, которые стремились захватить индейские земли. Часть веа приняла участие в Северо-западной индейской войне и войне Текумсе.
В 1820 году племя было вынуждено продать свои земли в штате Индиана, близ устья Раккун-Крик, и вместе с частью пианкашо переселилось в Иллинойс и Миссури. В 1832 году веа перемещаются в Канзас, где окончательно объединяются с пианкашо. В 1854 году к веа и пианкашо присоединяются племена пеория и каскаския. В 1867 году объединённые племена продали все свои земли в Канзасе и переселились на Индейскую Территорию.
Небольшая часть веа смогла избежать выселения и осталась в Индиане. Ныне веа и их потомки проживают на северо-востоке Оклахомы и в Индиане.